# Pinocytose
I cellebiologien er pinocytose (græsk: pinein- drikke og kytos- celle, på engelsk også fluid endocytosis/bulk-phase pinocytosis) en mekanisme, hvormed den ekstracellulære væske med sit indhold af små partikler, hormoner, neurotransmittere, andre proteiner, lipider osv. føres ind i cellen. Dette foregår ved invagination af cellemembranen, hvorved der dannes en lille blære, en vesikel med partiklerne og den ekstracellulære væske inde i cellen (se tegingen). Dette minder om at cellen drikker, heraf etymologien - cellen ”tager en mundfuld” af den ekstracellulære væske. De pinocytotiske vesikler smelter sædvanligvis sammen med de tidlige endosomer til lysosomer, hvor der sker en enzymatisk nedbrydning af partiklerne ved hydrolyse.
Der skelnes imellem flg. former for pinocytose:
- makropinocytose
- clathrin-medieret endocytose
- caveolin-medieret endocytose
- clathrin- og caveolin-uafhængig endocytose

Som benævnelserne antyder, adskiller disse former for pinocytose sig i mekanismen for vesikeldannelse såvel som den resulterende størrelse af vesiklerne. Pinocytose betragtes i nogle tilfælde som en konstitutiv proces, mens den i andre er receptormedieret og stærkt reguleret.

## Hvor foregår pinocytosen?
- dendritceller
- tarmens epitelceller